# Episodi di Arrested Development - Ti presento i miei (quinta stagione)
La quinta stagione della serie televisiva Arrested Development - Ti presento i miei, sia in inglese che in italiano, è stata pubblicata su Netflix, i primi nove episodi il 29 maggio 2018 e i restanti il 15 marzo 2019.
| n°            | Titolo originale           | Titolo italiano          | Pubblicazione  |             |
| Prima parte   | Prima parte                | Prima parte              | Prima parte    | Prima parte |
| ------------- | -------------------------- | ------------------------ | -------------- | ----------- |
| 1             | Family Leave               | Congedo familiare        | 29 maggio 2018 |             |
| 2             | Self-Deportation           | Auto-deportazione        | 29 maggio 2018 |             |
| 3             | Everyone Gets Atrophy      | L'atrofia della vittoria | 29 maggio 2018 |             |
| 4             | An Old Start               | Un vecchio inizio        | 29 maggio 2018 |             |
| 5             | Sinking Feelings           | Cattivi presentimenti    | 29 maggio 2018 |             |
| 6             | Emotional Baggage          | Bagaglio emotivo         | 29 maggio 2018 |             |
| 7             | Rom-Traum                  | Trauma romantico         | 29 maggio 2018 |             |
| 8             | Premature Independence     | Indipendenza prematura   | 29 maggio 2018 |             |
| Seconda parte |                            |                          |                |             |
| 9             | Unexpected Company         | Compagnia inaspettata    | 15 marzo 2019  |             |
| 10            | Taste Makers               | Esperti del gusto        | 15 marzo 2019  |             |
| 11            | Chain Migration            | Migrazione a catena      | 15 marzo 2019  |             |
| 12            | Check Mates                | Scacchi matti            | 15 marzo 2019  |             |
| 13            | The Untethered Sole        | Terra sconfinata         | 15 marzo 2019  |             |
| 14            | Saving for Arraignment Day | Citazione a giudizio     | 15 marzo 2019  |             |
| 15            | Courting Disasters         | Disastri amorosi         | 15 marzo 2019  |             |
| 16            | The Fallout                | Ricaduta                 | 15 marzo 2019  |             |